# Flaga Geldrii

Flaga Geldrii

Flaga Geldrii - oficjalna flaga holenderskiej prowincji Geldria.
Flaga Geldrii składa się trzech, różnokolorowych, poziomych pasów. Kolory pasów to (od góry): niebieski, żółty, czarny. 

## Oficjalne przyjęcie flagi
Flaga została przyjęta 13 kwietnia 1953 roku. Oficjalnego uznania za flagę Geldrii dokonał N.H. Muller.
Oryginalny tekst dotyczący przyjęcia flagi (w języku holenderskim):
De Staten der Provincie Gelderland, 
Gelezen de voordracht van Gedeputeerde Staten van 11 Februari 1953, nr 315-A.D.; 
Gelet op de artikelen 94 en 130 der Provinciale wet; 
Besluiten: 
Vast te stellen een vlag voor de provincie Gelderland en de omschrijving daarvan te doen luiden als volgt: 
drie liggende banen van gelijke hoogte; 
van boven naar beneden: blauw, geel en zwart. 
De Staten voornoemd, 
C.G.C. Quarles van Ufford, voorzitter. 
N.H. Muller, griffier. 